# フアン・ディクソン
フアン・ディクソン（Juan Dixon, 1978年10月9日 - ）はアメリカ合衆国のメリーランド州ボルチモア出身の元バスケットボール選手。ポジションはガード。身長191cm、体重75kg。異母弟のジャメインもバスケット選手で、2010年から日本のbjリーグ・浜松・東三河フェニックスなどに在籍していた。

## 経歴

### 学生時代
ボルチモアのカルバート・ホール・カレッジ高校を卒業した後、メリーランド大学に4年間在籍した。2年生の頃から主力選手として出場し、2001年にはベスト4（ファイナル・フォー）に進出。翌年にはチームを優勝に導き、ファイナル・フォーの最優秀選手に選ばれた。また通算得点はレン・バイアスを抜いて大学で歴代1位の記録となった。2001年ユニバーシアードアメリカ代表として銅メダルも獲得。

### NBA
ディクソンは2002年のNBAドラフトで地元のワシントン・ウィザーズから全体17位指名を受けてNBAに進出した。ルーキーイヤーとなった2002-03シーズンは、平均で15.4分出場し新人としてはまずまずの成績を残した。2年目以降はベンチから平均二桁近い得点を挙げ、2005年のカンファレンス準決勝進出に貢献した。
2005年オフに、ディクソンは制限付きFAとなりポートランド・トレイルブレイザーズと契約した。ちなみにチームメイトだったスティーブ・ブレイクもFAとなって、共にブレイザーズに移籍することになった。彼らはメリーランド大学のOBで、ブレイクはディクソンの1年後輩にあたる。そして迎えたブレイザーズでの1年目、ディクソンは46試合に先発で出場。自己最高の平均12.3得点をマークするなど、ほとんどの部門の成績で前年までを上回った。2006-07シーズンは、ブランドン・ロイやマーテル・ウェブスターの控えとして、ベンチから出場している。
2007年2月21日、フレッド・ジョーンズとの交換でトロント・ラプターズに移籍。翌2008－09シーズンはワシントン・ウィザーズに移籍したが、1年で退団。